# Llac Bucura
El llac Bucura és un llac de tipus circ glacial situat a les muntanyes de Retezat, a Romania. Es troba al sud de la carena principal, a la base del pic Peleaga, i a una altitud d’uns 2.040 m.
És el llac glacial més gran de Romania, amb una superfície de més de 105.000 metres quadrats. Té una longitud de 550 m, una amplada mitjana de 160 m i una amplada màxima de 225 m, per un perímetre de 1.390 m. La profunditat màxima és de 15,5 m i el volum de 625.000 m³.